# Sisto Mazzoldi
Sisto Mazzoldi (ur. 12 stycznia 1898 w Nago, zm. 27 lipca 1987) – włoski duchowny rzymskokatolicki, biskup Moroto.